# Sporting Clube da Brava
L'Sporting Clube da Brava (crioll capverdià: Sporting Klubi da Brava) és un club capverdià de futbol de la ciutat de Nova Sintra a l'illa de Brava.

## Palmarès
- Lliga de Brava de futbol:[2]

2014, 2015, 2016, 2017
- Copa de Brava de futbol:

2016
- Supercopa de Brava de futbol:

2014
- Torneig d'Obertura de Brava de futbol:

2013, 2015, 2016/17